# Martes de tacos

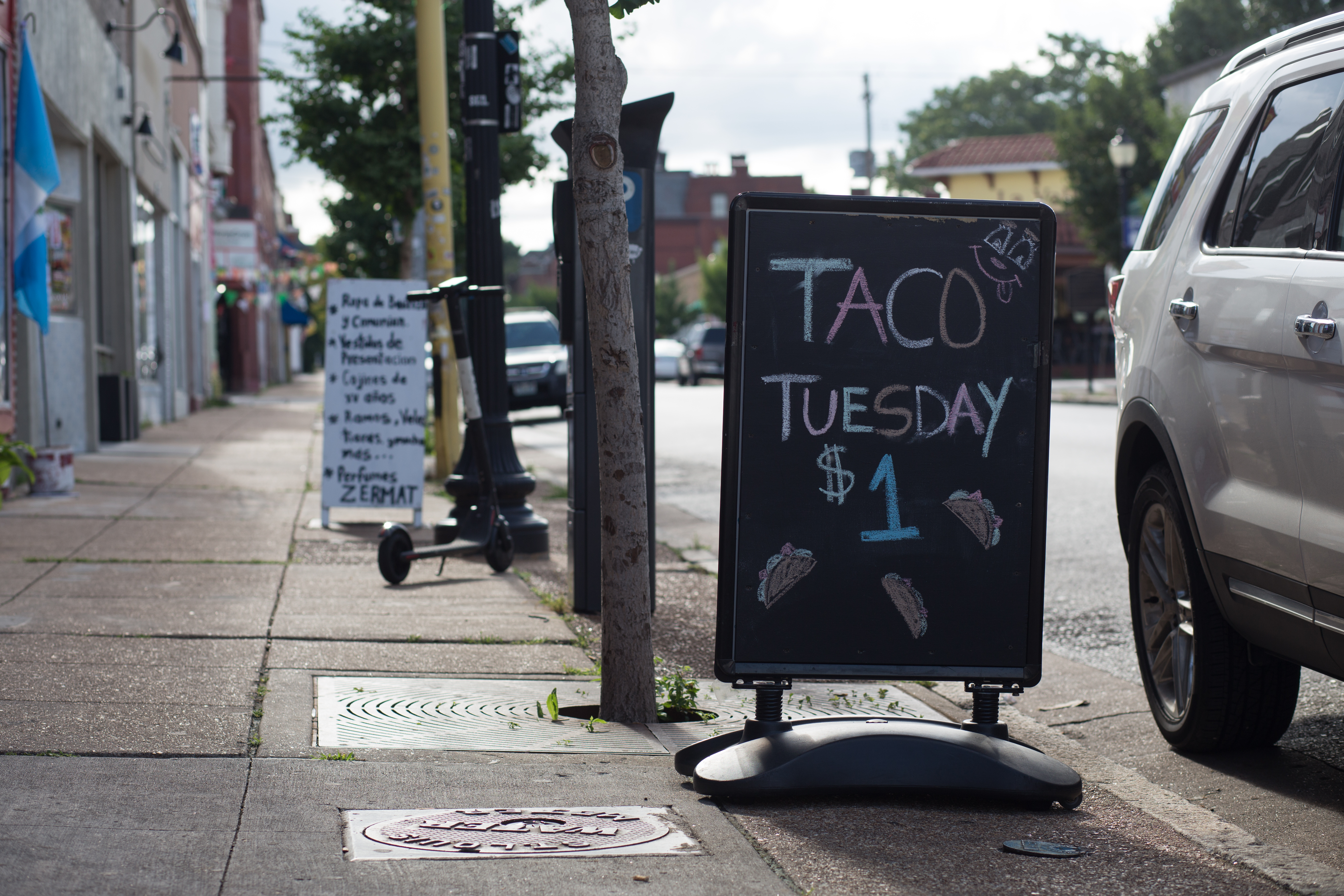
Anuncio «martes de tacos»

El Martes de tacos (en inglés conocido como Taco Tuesday) es una costumbre que se ha hecho popular en varias localidades de Estados Unidos de comer en general comida mexicana y en particular tacos los  martes.

## Origen
En 1989, la cadena de restaurantes Taco John’s registró el juego de palabras Taco Tuesday.

## Cultura popular
El jugador de la NBA, LeBron James, ha popularizado esta costumbre con un grito.